# أندريا لونش
أندريا لونش (بالإنجليزية: Andrea Lynch) هي عداءة سريعة بريطانية وباربادوسية، ولدت في 24 نوفمبر 1952 في باربادوس.

## وصلات خارجية
- أندريا لونش على موقع الاتحاد الدولي لألعاب القوى (الإنجليزية)
- أندريا لونش على موقع اللجنة الأولمبية الدولية (الإنجليزية)
- أندريا لونش على موقع أوليمبيديا (الإنجليزية)
- أندريا لونش على موقع اللجنة الأولمبية البريطانية (الإنجليزية)